# Giphar
 (mai 2018).
 (novembre 2022).
Si vous disposez d'ouvrages ou d'articles de référence ou si vous connaissez des sites web de qualité traitant du thème abordé ici, merci de compléter l'article en donnant les références utiles à sa vérifiabilité et en les liant à la section « Notes et références ».
 (novembre 2022).
 (novembre 2022).
Giphar (Groupement Indépendant de Pharmaciens indépendants) est un groupement de pharmaciens d'officine français créé en 1968. Il est représenté par un réseau de 1 250 pharmacies sous enseigne (Pharmacien Giphar), réparties en douze inter-groupements régionaux et 130 groupements locaux.
Giphar Groupe (anciennement Sogiphar) est une structure adossée au groupement Giphar. C’est une coopérative au service exclusif des pharmaciens Giphar. Elle gère quatre sites logistiques, situés à Grandvilliers, Castelnau-le-Lez, Angers, Dijon et assure des activités diverses : 
- distribution de produits pharmaceutiques (activités de grossiste répartiteur et de dépositaire) ;
- fabrication et/ou diffusion de produits à la marque Laboratoire Giphar, VetoXpert, et matériel médical Libeoz ;
- les activités de marketing, merchandising, communication et direction sont basées dans les Bureaux de la Rue du Fer à Moulin à  Paris.

Giphar Technologies (Pharmavision) est la société informatique du groupement, située à Loos.
Hémisphère Santé est la société de formation, filiale de la Giphar, pour les professionnels de santé, située à Paris.

## Historique
Le groupement Giphar est créé en 1968 par Édouard Le Joncour, Jacques Bossard et Viviane Le Noir, pharmaciens de Brest, Lorient et Rennes. D’abord Groupement d’Intérêt Pharmaceutique Rennais, puis Groupements Interpharmaceutiques, le groupement porte actuellement le nom de Mouvement national des pharmaciens Giphar.
Une Charte est adoptée en 1971 qui décline tous les fondements du groupement. En 1973, le Conseil national des groupements pharmaceutiques de France – Giphar vote ses statuts à Lyon. Sept fondateurs participent à cette création : V. Lenoir, M. Cren, J. Bossard, E. Le Joncour, J-L. Hamard, M. Theallet et J-C. Kimmel. Le siège est alors fixé à Brest. L'année suivante est créé le congrès annuel Giphar. Le 31 mai 1974 est fondée la coopérative Sogiphar au congrès de Vittel. Sogiphar s’installe en 1980 à Grandvilliers. En 1986, le minitel devenant un moyen de communication, Giphartel est lancé.
Le premier logo Giphar apparaît en 1987, date de la première Bande-dessinée Pas de Sida pour Miss Poireau, dessinée par Mandryka et préfacée par le Pr Chermann. Le IEP (Institut d’Études et de Perfectionnement), organisme de formation, est créé en 1988 au forum de Biarritz. Il devient Hémisphère Santé et s’ouvre aux différents professionnels de santé en 2015 . En 1989 sort le premier numéro de la série signée Marcel Uderzo, Astérix la chasse aux dangers dans la maison. Ces bandes-dessinées éducatives seront distinguées par le rapport annuel de la sécurité des consommateurs au Président de la République. Les pharmaciens Giphar distribuent 3 millions de préservatifs pour lutter contre le Sida. Le palier des 1 000 adhérents est atteint en 1991 et cette année-là est lancé le journal interne Entreprendre.
En 1993, des nouveaux statuts de Sogiphar sont votés à l’AG de Saint-Malo. L'année suivante, la première structure de permanents de la Sogiphar est mise en place. Jean Puech en prend la tête. Les premiers accords génériques avec Merck sont signés en 1995, année de la naissance de Dermactive. Philippe Maquart remplace Jean Puech, décédé, à la tête de Sogiphar en 1996. Le rachat d’une SSII qui deviendra Pharmavision a lieu en 1997 et en 1998 est diffusée la première campagne télévisée « votre pharmacien conjugue votre santé au présent ». Les bureaux de représentation de Sogiphar sont alors installés à Paris, rue Vivienne. Le concept est présenté au congrès de Toulouse en 2000, année du vote de l’identification obligatoire et du logiciel commun obligatoire. En 2001 est ouvert l'accès à la répartition de Sogiphar.
L'année suivante est mis en place un réseau national de conseillers en développement officinal. En 2004 s'ouvre le portail grand public. Une nouvelle campagne télévisuelle y est consacrée, qui place le groupement à 26 % en notoriété assistée lors d’une enquête IPSOS en octobre. Sogiphar déménage en 2007 dans de nouveaux locaux Boulevard Montmartre. Le logiciel métier Giphar se dote d’un accès à la déclaration de pharmacovigilance. En 2008 a lieu la première campagne grand public avec Richard Berry « Mon Conseil Santé » et en 2009, est lancé NEMO (Niveau d’Exigence Minimum Obligatoire) au congrès de Lille, pas supplémentaire dans l’identification. De même est ouvert l'application mobile HoméoFiches. Philippe Becht est recruté en 2010 à la présidence du Directoire. La plateforme de Grandvilliers double sa surface. Avancée des services aux adhérents : e Learning, client mystère. Une offre multi services et multi produits adaptée aux séniors et personnes momentanément immobilisées voit le jour : Facilôdom. Cette même année est lancée l'application mobile AromaFiches.
En 2011, le logo est modernisé. Giphar et Sogiphar entre dans la certification ISO. Un service de développement interne (SDEA) est créé. La Sogiphar adhère en 2012 à la CSRP (Chambre syndicale de la répartition pharmaceutique). IEP reconnu par l’OGDPC comme pouvant dispenser des programmes DPC . La seconde plateforme logistique Sogiphar ouvre à Castelnau-le-Lez en 2013 et le nouveau concept Agora est lancé au congrès de Biarritz. Une filiale Pharmavision est installé à Loos. L'application mobile MonPharmacienGiphar, permettant un service de retrait en magasin, est aussi créée. En 2014 est lancé la nouvelle identification extérieure et est mise en place une politique d’assortiments. L'année suivante IEP devient Hémisphère Santé. Sogiphar SA prend la dénomination commerciale Giphar groupe et Pharmavision, Giphar technologies et un nouveau logo, « je gère mon officine » apparaît ainsi que l'application mobile GiphAlert, améliorant la communication entre les adhérents et Giphar. Le groupe d'avant garde Giphar Santé 360 et LibeOz est lancé en 2016 puis l'application J'accompagne Mon Patient, application web agréée HADS[Quoi ?] dédiée à la conduite des dépistages et des entretiens des patients en 2017. Giphar déménage alors Rue du Fer-à-Moulin (Paris 5. La marque Laboratoire Giphar est lancée en 2018, année de la mise en chantier d'une nouvelle plateforme sur Angers. Ce nouvel entrepôt a ouvert en 2019. En 2019 la marque Laboratoire Giphar s’étoffe de nouvelles gammes : dermo-cosmétique, compléments alimentaires, coutellerie, premiers soins et autodiagnostic. Au total elle se compose de plus de 150 références pour prendre soin de soi et sa famille avec plaisir grâce à des produits qui privilégient le prix, la naturalité et l’expertise des formules. 2019 marque également le lancement d’une gamme d’orthopédie et de tensiomètre à la marque Libeoz qui propose une sélection de produits et services pour faciliter l’autonomie, la mobilité et le maintien à domicile des personnes fragilisées par la maladie, la vieillesse ou le handicap.
En janvier 2023, la coopérative ouvre une 4e plateforme logistique à Dijon afin de mieux mailler le territoire national et de développer un service toujours plus performant aux adhérents. Cette année marque aussi la refonte du système d’adhésion avec la possibilité pour chaque adhérent de choisir parmi 3 niveaux d’adhésion et donc d’offres et de services.

## Principales structures Giphar
Le Mouvement National des Pharmaciens Giphar compte 1 250 pharmacies de toute taille, réparties sur la France entière et représentatives de la structure pharmaceutique française. Pour adhérer au groupement Giphar, il convient d'être Pharmacien titulaire d'une officine, inscrit à la section A de l’ordre des pharmaciens, d'adhérer à un groupement local Giphar et d’appartenir à un Inter-groupement Régional.
Chaque Pharmacie détient le statut d’associé au sein de Giphar, un outil économique regroupant 1 250 associés, chacun disposant d'une voix. Ces 1 250 pharmacies sont réparties en 130 groupements locaux. Chaque groupement rassemble les pharmaciens d'une même région, selon des statuts et des règlements propres à chacun, tout en respectant les statuts nationaux. Chacun de ces groupements possède sa propre personnalité morale, distincte du Mouvement National des Pharmaciens Giphar.
Il existe douze inter-groupements régionaux :
- Hauts de France
- Île-de-France
- Grand Est
- Bourgogne Franche-Comté
- Auvergne Rhône Alpes
- Provence Alpes Côte d’Azur
- Occitanie
- Nouvelle Aquitaine
- Pays de la Loire
- Bretagne
- Normandie
- Centre Val de Loire

L'inter-groupement est le relais indispensable entre la base et la structure nationale. Il est constitué des groupements d’un même secteur géographique et représente au minimum 50 pharmacies ; c'est une structure de réflexion, de formation, d’information, de recrutement ; c'est aussi une structure qui favorise les échanges entre les groupements. Il a des statuts et règlements propres, mais qui doivent être en conformité avec les statuts nationaux Giphar. Il se réunit plusieurs fois par an. L'inter-groupement élit un Bureau pour une durée de 4 ans; le Président de ce Bureau d'inter-groupement appartient de droit au Bureau National et au Conseil de Surveillance de Giphar.
Des Commissions thématiques mixtes :
- Commission Santé
- Commission Produits
- Commission Marketing
- Commission Informatique
- Commission Développement Réseau

Composées de pharmaciens d'officine bénévoles (adhérents du groupement) élus et de collaborateurs (salariés de Giphar), apportent des solutions dans tous les domaines de l'acte pharmaceutique et de la gestion de l'officine. Ces commissions se réunissent au minimum une fois par trimestre, Les membres des commissions sont élus pour 4 ans.
Le conseil National des Présidents est composé de l'ensemble des présidents de groupements  locaux, des présidents des Commissions Nationales et des membres du Bureau National. Il définit la politique et les objectifs de Giphar, il constate et contrôle les travaux du Bureau National et des Commissions, il reçoit et constate les rapports du Conseil de Surveillance. Il se réunit deux fois par an : c'est l'organe décisionnel du Mouvement Giphar.
Le Bureau National Giphar est l'organe politique du groupement : il est composé de des élus de chaque inter-groupement pour un mandat de 4 ans renouvelable 2 fois. Il se réunit au moins 6 fois par an, mais en règle générale, une fois par mois.
Le Conseil de Surveillance Giphar est composé des mêmes élus que le Bureau National et des membres du Directoire, il contrôle l’administration et la direction de Giphar par le Directoire. Il est élu pour 4 ans, renouvelable au maximum une fois. Le Directoire Giphar, dont le Président est également Délégué Général du Groupement. Il est composé de 2 à 5 personnes physiques, choisies en dehors des actionnaires et nommées par le Conseil de Surveillance. Il est nommé pour 4 ans renouvelables ; il administre et dirige Giphar; il présente un rapport tous les 3 mois au Conseil de Surveillance ; il ne peut être révoqué que par l’Assemblée Générale.

## Giphar
Giphar est une coopérative, outil économique et logistique au service exclusif des pharmaciens Giphar. Créée en 1975, elle remplit une large mission de centrale d'achat, centrale de référencement, dépositaire pharmaceutique, grossiste répartiteur, grossiste vétérinaire et fabricant de produits à la marque. Elle assure une prestation logistique et de gestion du back office des associés leur permettant de gagner du temps et mener à bien leurs missions d’accompagnement de leur patientèle.
C'est une société à Directoire et Conseil de Surveillance au capital variable de 2 527 056 euros qui gère plus de 12 000 références. Elle représente 1 250 actionnaires et réalise un flux d'affaires de plus de 600 millions d'euros (hors référencement) dont 13 millions d'euros avec ses propres produits.
Giphar dispose d'une large gamme de produits à sa marque distributeur Laboratoire Giphar dont une ligne dermo-cosmétique, des compléments alimentaires, une gamme complète de matériel Médical (LibeOz) ainsi que des accessoires, du pastillage, des tests et une gamme blanche.
En 1997, la filiale Pharmavision est créée pour répondre à tous les besoins informatiques de ses associés. Pharmavision met à disposition des associés des logiciels de gestion d’officine, ainsi que le Logetic, logiciel d'édition d'étiquettes et affiches, le MAP, logiciel de statistiques de ventes officinales, un portail communautaire Génius, des applications pour Smartphone (Homéofiches, Aromafiches, Giphalert et MonPharmacienGiphar), une solution de vidéosurveillance et des applications spécifiques pour les achats sur plateforme.
Depuis 1999, Giphar s'est doté d'un service merchandising développant le concept global Giphar (enseigne Pharmacien Giphar) avec une équipe de terrain pour accroître la productivité des officines.

### Présidents Giphar
| 1968 | Juliette le Pascual | 1983 | Paul-Antoine Bartoli | 1999 | Bernard Bourgois    | 2017 | Jean-Baptiste de Coutures |  |  |  |  |  |
| 1974 | Tyron le Harmant    | 1985 | Philippe Darniche    | 2002 | Pascal Louis        | 2021 | Richard Greaume           |  |  |  |  |  |
| 1976 | Edmond Bele         | 1990 | Raymond Thomas       | 2008 | Brigitte Bouzige    | 2022 | Valérie Kieffer           |  |  |  |  |  |
| 1979 | Pierre Lelays       | 1993 | Christine Maréchal   | 2011 | Jean-Michel Cloppet |      |                           |  |  |  |  |  |
| 1981 | Michel Renaud       | 1996 | Gérard Pasdeloup     | 2014 | Laëtitia Hible      |      |                           |  |  |  |  |  |

### Présidents Sogiphar
| 1975 | Jacques Bossard    | 1985 | Jean-Pierre Mouysset | 2008 | Bruno Philippon   |  |
| 1980 | Lison Dufour       | 1993 | Jean Puech           | 2009 | Michel Le Hir     |  |
| 1982 | Michel Doutreligne | 1997 | Philippe Maquart     | 2010 | Philippe Becht    |  |
|      |                    |      |                      | 2022 | Benoît Le Gavrian |  |